# Sully County
Sully County ist ein Bezirk im Bundesstaat South Dakota der Vereinigten Staaten. Das U.S. Census Bureau hat bei der Volkszählung 2020 eine Einwohnerzahl von 1446 ermittelt. Der Sitz der Countyverwaltung (County Seat) ist in Onida.

## Geographie
Das County hat eine Fläche von 2772 Quadratkilometern. Davon sind 2608 km² Land und 164 km² (5,93 %) Wasserfläche. Er ist eingeteilt in zwei unorganisierte Territorien: West Sully und East Sully. Es grenzt im Uhrzeigersinn an die Countys: Potter County, Hyde County, Hughes County, Stanley County und Dewey County.

## Geschichte
Das County wurde am 8. Januar 1873 gegründet und die Verwaltungsorganisation am 19. April 1883 abgeschlossen. Es wurde nach dem Offizier Alfred Sully benannt, der im Sezessionskrieg in der Unionsarmee diente.
Vier Bauwerke und Stätten des Countys sind im National Register of Historic Places (NRHP) eingetragen (Stand 9. August 2018).

## Städte und Gemeinden
Städte (cities):
- Onida

Gemeinden (towns):
- Agar